# Rugby foulard

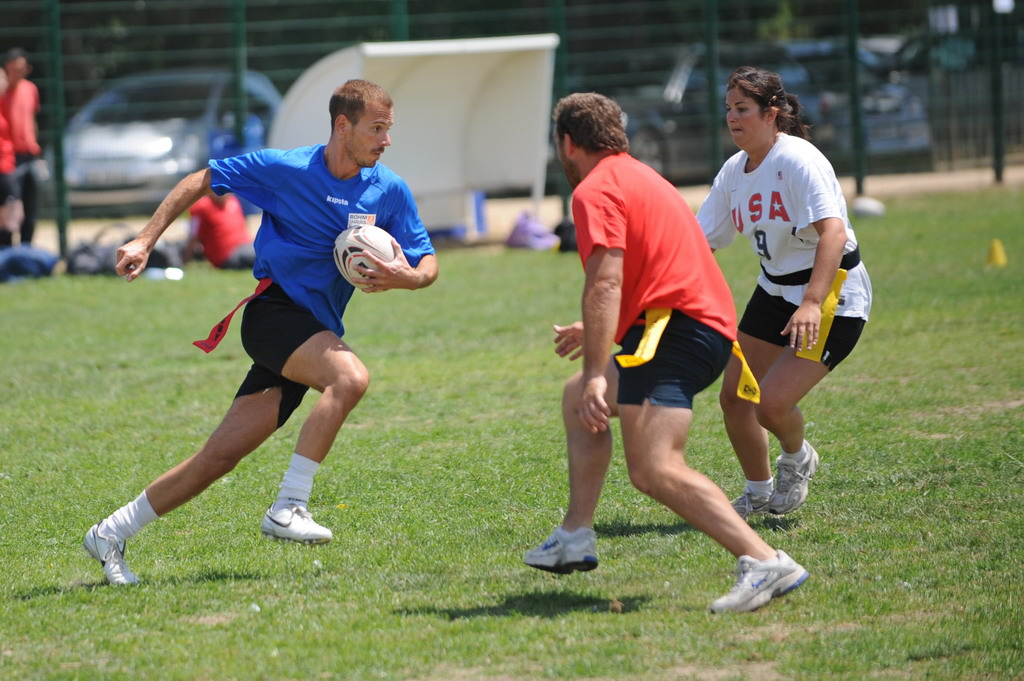
Action de jeu au Tag rugby.

Le rugby foulard, également appelé Tag rugby dans les pays anglo-saxons ou flag rugby parfois en France, est un sport d’équipe sans contact basé principalement sur le rugby à XIII dans lequel chaque joueur porte deux rubans (ou tags en anglais) attachés à une ceinture ou directement à son short par des patchs en velcro. Les joueurs attaquants, porteurs du ballon, esquivent les défenseurs, se passent le ballon, et marquent des essais. L’équipe adverse doit, pour l’en empêcher, arracher un des rubans au porteur du ballon.
L'intérêt principal du Tag rugby est de pouvoir pratiquer le rugby sans contact direct et avec un jeu au pied plus restreint. Toutefois, sachant que parmi les règles et principes fondamentaux du rugby à XIII et du rugby à XV on trouve en bonne place le contact et le jeu au pied, certains définissent le Tag rugby comme un sport ayant ses caractéristiques propres. D'autres personnes le voient comme une étape intermédiaire dans la progression éducative vers le rugby contact, ex. Mini-Tag en Angleterre, ou comme une version plus ludique à pratiquer pendant l'intersaison pour proposer une activité rugbystique sans trop charger les organismes des joueurs avec les impacts.

## Historique
Il existe plusieurs versions de l'origine du Tag.
Pour la première, le journaliste sportif Terry Godwin écrit en 1983 que le Tag Rugby a été développé à Gibraltar par la "Gibraltar Rugby Union". En raison du manque de terrains en gazon, une variante de la rugby union a été développée. Un cordon de 10 pouces a été caché dans la ceinture, et son enlèvement par un adversaire avec un cri "tag", a été considéré comme un placage». Si l'équipe attaquante n'arrivait pas à marquer après quatre placages, l'équipe défensive reprenait possession de la balle.
La version codifiée du tag rugby a été créée et lancée par un professeur d'éducation physique « Nick Leonard » en Angleterre en 1990 d'après une idée proposée par un ancien homme de service appelé Barry Johns. Il a décrit à Nick comment les militaires de la Navy ont adopté la variante du rugby de Gibraltar à bord de leur navire et sur les terrains durs de l'étranger. Leonard a alors conçu un ensemble de règles appropriées pour les enfants à l'aide de courroies et de rubans colorés attachés par Velcro et a organisé le premier festival de l'école de rugby Tag à UCP Marjons, Plymouth en 1991. Cet événement annuel a célébré son 20e festival en 2011.
Pour la seconde, d'après le site http://www.trytagrugby.com/play/history le flag rugby est né en Australie. C’est en entraînant au rugby les St George Dragons, une équipe australienne de moins de 20 ans, que Perry Haddock invente ce sport en 1992.
Le flag rugby est donc initialement adapté à la pratique du rugby en initiation et/ ou par des enfants.

## Règlement
Le Tag rugby oppose deux équipes de quatre à dix joueurs. Les règles de bases sont principalement celles pratiquées dans le rugby à XIII. Cependant, il existe quelques modifications : le jeu au pied est généralement restreint ou interdit, le jeu à la main est privilégié. Tout contact est également interdit, que ce soit le placage, l'accrochage du maillot ou d'une partie du corps. En lieu et place, le défenseur doit arracher l'un des Tags au porteur du ballon. L'arrachage d'un Tag donne lieu à un arrêt momentané du jeu. Par contre, il n'y a pas d'arrêt du jeu si le ruban est arraché pendant ou après la passe. Lorsque la prise du Tag est réussie, le défenseur pose le Tag au sol à l'endroit de l'arrachage puis le porteur du ballon le pose au sol près de son Tag qu'il récupère. Pendant ce temps, l'équipe attaquante relance le jeu par une passe à l'un de ses partenaires placé à l'arrière.

## Variantes du Tag rugby
Le rugby Tag possède différentes variantes dont les plus connues sont le OzTag, le Mini Tag et l'IRFU Tag Rugby. C’est en Irlande et en Australie que se compte le plus grand nombre de pratiquants.

### IRFU Tag rugby
La variante la plus pratiquée en Europe est principalement dérivée du rugby à XIII bien qu'elle soit formalisée par l’Irish Rugby Football Union (IRFU), la fédération gestionnaire du rugby à XV en Irlande. Elle a été proposée par l’Association Irlandaise de Tag rugby (ITRA), formalisée par l’Irish Rugby Football Union (IRFU) et reprise avec quelques adaptations mineures en France. Elle se joue avec deux équipes de sept joueurs sur un demi-terrain de football ou de rugby. Il y a six séquences de tag pour l’équipe attaquante avant que le ballon ne change de main. Il n’y a ni touche, ni regroupement, ni mêlée. Les coups de pied sont autorisés tout au long du jeu mais ne doivent pas dépasser la ligne d’épaule des joueurs avant le premier rebond.

### OzTag

Logo Oz Tag.

OzTag est une forme sans contact de rugby à XIII. L’ancien demi d’ouverture des St. George Dragons, Perry Haddock, crée ce sport alors qu’il est coach des St George Jersey Flegg en 1992.
Un match dure environ 40 minutes. Les dimensions normales du terrain sont 70 mx50 m. Chaque équipe comprend huit joueurs. L’équipe attaquante a six tentatives ou six tags pour marquer un essai ou amener la balle le plus près de la ligne d’en-but. Comme dans plupart des versions de Tag rugby, un plaquage est réalisé lorsqu’un des rubans en velcro est arraché à la ceinture du porteur de balle. Les joueurs peuvent passer et jouer au pied, les essais valent un point mais il n’y a pas de transformation. Le jeu au pied est autorisé mais il doit être fait au-dessous des épaules de l’arbitre et soit être la première action d’attaque, soit être après le quatrième tag.

### Beach Tag

Beach Tag.

Le Beach OzTag est une variante du Tag qui se joue sur la plage. Un match dure 2 x 10 minutes, chaque équipe étant constituée de 6 joueurs.
Une compétition et des tournois sont organisés un peu partout en Australie.

### Mini tag
Contrairement à l’OzTag, le mini tag est plus basé sur du rugby à XV que sur le rugby à XIII. Il n’y a pas l’équivalent de la règle des six tags, mais à la place les joueurs « plaqués » doivent lâcher le ballon. Un essai vaut cinq points. Le mini tag est actuellement la seule forme de rugby à XV permise par la fédération anglaise de rugby à XV pour les moins de 7 et 8 ans. Le mini tag se joue avec un ballon de taille 3 et les mêlées, touches ou coups de pied sont interdits.

### Tag XIII

Logo Tag XIII.

Le Tag XIII fait partie des pratiques aménagées du rugby à XIII proposées par la FFR XIII, celle-ci reprend en grande partie les règles du rugby à XIII, tout en jouant sur un petit terrain avec seulement 7 joueurs. Les contacts sont interdits, et le jeu au pied est limité. Il n'existe pour le moment aucune compétition nationale de tag XIII. Celui-ci se pratique en loisir, en matchs amicaux et en tournois.
Dimension terrain : 35m/35m - En-but : 3 mètres – Surface : herbe
Nb de joueurs sur le terrain : 7 mixtes – Remplaçants autorisés : 5
Changements : illimités – Tps de jeu 2 x 15 min (à adapter en tournoi)
Equipements : TAG (ceintures velcro) – Ballon : taille 3 ou 4
EN AVANT / PASSE EN AVANT : L’en-avant et les passes en avant ne sont pas autorisés. Il y a en-avant quand le joueur laisse tomber le ballon devant lui en direction de l’en-but adverse. Une passe est jugée en-avant quand le ballon est envoyé vers l’en-but adverse. Seules les passes vers son propre en-but (vers l’arrière) sont autorisées. Les avantages sont à la discrétion de l’arbitre.
 TOUCHE : Si le porteur de la balle ou la balle seule sort des limites du terrain, la possession du ballon est rendue à l’équipe qui défendait.
 ARRACHAGE : Aucun joueur ne peut prendre ou tenter de prendre le ballon au joueur en possession de ce dernier.
 PENALITE : Tout geste qui viole les règles du jeu et qui va à l’encontre du jeu est sanctionné d’une pénalité.
 INTERDICTIONS SPECIFIQUES (FAUTES SUIVIES D’UNE PENALITE) : De cacher le TAG, de bloquer le TAG, de provoquer un contact, d’utiliser un langage grossier, d’abus verbaux, de porter montres et bijoux…
EXPULSION TEMPORAIRE : Exclusion temporaire de 4 min et exclusion définitive pour Infractions répétées, Insolence, et contestations, Bagarre/Dispute.
 JEU AU PIED : Interdit
 COUP D’ENVOI : Engagement frappé avec le pied au centre du terrain.
 INTERVENTION DEFENSIVE SUR LE PORTEUR DE BALLE : TAG arraché.
Quand un TAG est arraché, le défenseur doit le tenir en l’air à l’endroit où il l’a enlevé, puis il doit le laisser tomber. Si le TAG est arraché simultanément à la passe, l’avantage sera en cours.
L’arbitre est le seul juge, il annonce (« Tenu » ou « ça joue »)
 TENU : Ballon talonné vers l’arrière à l’endroit ou le TAG a été arraché face à l’enbut adverse.
 NB TENUS AUTORISES : 6 tenus sont autorisés, le 5e étant le dernier permettant de remettre en jeu pour son équipe. En cas de 6e tenu consommé, le ballon change de main et l’équipe qui défend bénéficie d’un tenu de transition non comptabilisé dans le décompte des tenus. Tout ballon touché par un adversaire remet le décompte des tenus à « 0″.
 HORS JEU: à chaque tenu, tous les défenseurs, mis à part le marqueur, doivent reculer à 5 mètres.
 MARQUEUR(S) DU TENU : Celui qui a arraché le TAG peut rester devant le tenu et peut intervenir lorsque le tenu est réalisé.
 REMISE EN JEU : Toutes les remises en jeu s’effectuent par un tenu non comptabilisé dans le décompte des tenus (« tenu 0″)
Après touche : par l’équipe non responsable de la sortie du ballon à 5m à l’intérieur du terrain face au point où la sortie de balle a eu lieu.
Après essai : par l’équipe ayant encaissé l’essai au centre du terrain.
Après en avant ou faute : par l’équipe non fautive à l’endroit de la faute.
 POINTS : L’essai est accordé lorsque le ballon est aplati après ou sur la ligne de but. Il a valeur d’un point. Il n’y a pas de tir au but.

## Tag rugby dans le monde

### En Angleterre
La Tag Rugby UK Limited importe le Tag rugby d'Afrique du Sud en Angleterre en 1991. Les championnats organisés sont réservés aux adultes.
En 2003-2004, la Fédération anglaise de rugby à XV introduit le mini tag dans son plan de développement pour jeunes remplaçant ainsi le touch rugby. Le Tag rugby se développe aussi via le IMBRL dans lequel des représentants de clubs de rugby à XIII participent à des tournois et des matchs amicaux. Certaines équipes se sont développées dans des clubs de rugby contact et d’autres sont devenues des équipes de Tag à part entière. En 2008, un championnat Tag Merit est créé sur les bases du format RL Merit. Ce championnat est développé dans le but d’inciter les clubs en dehors du circuit IMBRL de jouer au tag rugby. Le championnat Tag Merit s’inspire des règles du rugby à XIII remplaçant le plaquage par les tags.
Le 30 mai 2009, des équipes d’Irlande, d’Écosse et du pays de Galles participent au festival international mixte de Tag rugby au côté d’une équipe regroupant les fidjiens et les asiatiques de Rochdale. C'est le plus grand tournoi de Tag rugby adulte jamais organisé dans le Royaume-Uni[réf. nécessaire].

### En Australie
Depuis ses débuts en 1992, l’OzTag ne cesse de se populariser au sein des villes et des campagnes australiennes. Vingt-huit équipes participent au premier championnat à l’été 1992-1993 qui se déroule autour de Sydney à Cronulla et St George. Aujourd’hui plus de 36 000 joueurs prennent part aux compétitions nationales d’OzTag. Les compétitions d’OzTag se déroulent à travers toute l’Australie, dont les plus importantes se situent à Sydney, Brisbane et Canberra. Les équipes en lice sont réparties en six divisions : femmes, mixtes, hommes tous âges, hommes au-dessus de 30, 35 et 40 ans.

### En France
La Fédération française de rugby à XIII et la Fédération française de rugby à XV ont mis sur pied une licence spéciale pour toutes les nouvelles pratiques de rugby sans contact. Elle inclut le Tag XIII (ou Tag Rugby), le Touch XIII (ou Touch rugby) et sa version la plus médiatique, le Beach XIII (ou Beach rugby). Ces nouvelles variantes n’en sont qu’à leur premiers pas et certains comités sont plus en pointe. Le Tag rugby se développe peu à peu en France, les fédérations voyant l'engouement de cette pratique dans les pays voisins ont compris l'enjeu de développer le rugby loisir au sein de leurs propres clubs. Ainsi Les clubs de Draguignan (Dragui XIII) et de Hyères (Hyères Tag Rugby League) ont rejoint le Comité des bouches du Rhône de rugby à XIII et sont affiliés à celui-ci. Le club de Fronton (rugby tag frontonnais) et Rocamadour (Rugby Roc) étaient eux affiliés FFR. Beaucoup d'équipes jouent sans être encore affiliées, c'est le cas de Paris et d'Antibes (Riviera Tag Rugby).
Mais au printemps 2016, la Fédération Française de Tag Rugby voit le jour, créée initialement par quatre clubs : le Rugby Tag Fronton, le Riviera Tag Rugby, les Cames Tortes et le Paris Tag Rugby. Ils sont par la suite rejoint par l'ASPTT Dragui Tag Rugby, les Candy Tag, les Taggers de Billom, le Rugby Club de Fayence et les Bouducons. La première sélection officielle française a été formée en juillet 2016 afin d'affronter les meilleures équipes régionales d'Irlande, ainsi que la sélection irlandaise lors d'un tournoi à Dublin.

### En Irlande
L’Association irlandaise de Tag rugby introduit le Tag rugby pour adultes en Irlande en 2000 en partenariat avec IRFU avec un premier championnat dans lequel jouent 36 équipes. Ce championnat est connu sous le nom de Volvic Tag. En 2007, l’IRFU se sépare de l’ITRA et met en place son propre championnat en parallèle des compétitions ITRA. Les championnats ITRA et IRFU se jouent du printemps à l’automne. Il existe également une troisième association, Astro Tag Rugby, qui organise des compétitions tout au long de l’année sur des terrains synthétiques.
Ce sport est très populaire en Irlande et, en 2007, plus de 28 000 joueurs participent aux deux principales compétitions de tag rugby avec plus de 1 700 équipes prenant part sur les trente stades disponibles à travers le pays. Il y a quatre catégories dans le pays : championnat masculin, féminin, mixte (avec un minimum de trois joueuses sur le terrain) et vétérans. Chaque championnat comprend quatre divisions allant de A (la plus relevée), en passant par B et C et enfin D, la moins expérimentée et la moins compétitive. Le championnat vétérans est réservé aux joueurs âgés de plus de 35 ans. De nombreuses entreprises sponsorisent leurs propres équipes. Cela rend cette forme de rugby très populaire. Le fait que le tag rugby soit sans contact le rend jouable par des équipes de tout sexe et de tout âge et permet de mettre sur pied des championnats inter-entreprises.